# So Hot
〈So Hot〉是由韓國女子音樂組合Wonder Girls錄製而成的歌曲，由JYP娛樂製作發行。該曲在2008年5月22日就以數位形式開放下載。而後，以So Hot為名的實體專輯於2008年6月3日發行，為組合的第三張專輯，此曲發行後立即造成轟動，數位版和實體版都取得多項第一。

## 背景
為了推行這張單曲，JYP娛樂公司先在2008年5月釋出每一位成員的前導照片，展現出Wonder Girls的新「性感形象」。以譽恩的前導照片拉開序幕，再以昭熙的前導照片做為結束，五天內不間斷地上傳預告，而在公開前導照之後，官方網站上也釋出了《So Hot》這首歌的前導預告影像。在這段期間，有許多有關前成員泫雅會重新回歸隊伍的傳言，但JYP娛樂公司表示此並不屬實。

## 詞曲與音樂風格
Wonder Girls這次發行的單曲《So Hot》無論是音樂、造型及舞蹈均由朴軫永親自製作，使成員們的形象變得更為洗練。這首歌的歌詞主要講述對自己的美麗外表帶來的人氣感到厭倦的21世紀型公主病態，如歌詞中出現的「不管何時總是向著我的眼神」、「不管何時總是跟著我的男人們」、「想要安靜的生活」這樣的反覆歌詞，而在編曲的部分融合了搖滾、電子樂器聲效等不同的音樂元素，雖然單純旋律的反覆有中毒性的音樂伴奏讓人聯想到《Tell Me》，但是在《So Hot》還加入了《Tell Me》也無法找到的魅力要素，這次的舞蹈強調了可愛性感，以肩膀和兩手圍住臉和腰部，強調了跳舞時臀部和胸線，可以說是《Tell Me》的升級版。如果說《Tell Me》是表達給我更多的愛的告白的話，那《So Hot》則是以「我非常漂亮」、「我非常有魅力」等自信感為主。
而為了這首歌打造的音樂錄影帶邀請了張在赫導演執導，影片中團員們的豹紋服裝也呈現了破格的改變，將以迷你短褲呈現突顯腿部的女性魅力，並傳達出在不同情境中的女孩們如何讓男人們立即為她們著迷。

## 發行與宣傳

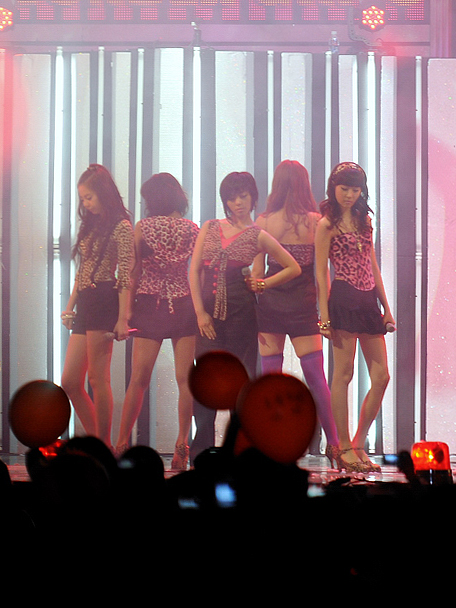
2008年6月9日在慶州舉行的《M Super Concert》上表演《So Hot》。

《So Hot》於2008年5月22日首次作為數位發行，該曲發行後連續幾天在排行榜都居高不下。2008年6月3日以《The 3rd Project》為名發行完整單曲專輯，除了主打歌曲外，此單曲專輯中還有一些新歌，如《This Time》、《You're Out》以及饒舌版的《Tell Me》，而從未發行過的饒舌版《Tell Me》為一大賣點。
為了宣傳《So Hot》，Wonder Girls在2008年5月31日開始回歸舞台，在韓國MBC旗下的音樂節目《Show! 音樂中心》首次表演《So Hot》及《This Time》。在首次的回歸舞臺上，成員們穿著豹紋花色的衣物，表現出一種成熟的風格，往後的表演裡也基於這種風格繼續穿搭。隨後，《So Hot》造成立即性的轟動，除了榮登MBC音樂節目《Show! 音樂中心》第一名之外，也在SBS《人氣歌謠》蟬聯三週的冠軍。不過由於主唱聲帶問題，婑斌在被醫生診斷後，到2008年7月前都只能以對嘴方式唱歌。

### 北美發行
JYP娛樂在2009年6月發表聲明，表示《So Hot》是Wonder Girls在《Tell Me》專輯後的第三張英文單曲。2010年5月15日，她們發行了第二張英文單曲《2 Different Tears》（又稱2DT），此專輯內也收錄了《So Hot》。

## 商業成績
在韓國，《So Hot》在專輯月銷售排行榜位居第三名，售出了31,840張唱片。截至2008年9月為止，該單曲已售出49,499張唱片。

## 曲目
| 曲序     | 曲目                | 词曲                            | 監製                                   | 时长  |
| -------- | ------------------- | ------------------------------- | -------------------------------------- | ----- |
| 1.       | So Hot              | 朴軫永                          | 朴軫永 Hong Ji Sang                    | 3:03  |
| 2.       | This Time           | Sang                            | Sang                                   | 4:38  |
| 3.       | You're Out          | 朴軫永 Sang                     | 朴軫永 Sang                            | 3:12  |
| 4.       | Tell Me（饒舌版本） | 朴軫永 婑斌 Mitchell John Dixon | 朴軫永 Dixon Woo Seok Rhee "Rainstone" | 3:37  |
| 总时长： | 总时长：            | 总时长：                        | 总时长：                               | 14:36 |

## 音樂版本
《So Hot》最初版本起源於Wonder Girls的同名單曲專輯。最初版本是由第二次成員替換時錄製而成，成員有閔先藝、朴譽恩、安昭熙、李善美、金婑斌。該曲在爾後因2012年WonderBest專輯在日本暢銷熱賣，於是《So Hot》一曲重新錄製成日語版，此次是在隊員第三次替換過後所錄製的，成員有閔先藝、朴譽恩、安昭熙、金婑斌及禹惠林。
《So Hot》也收錄在2010年發行的第二張迷你專輯《2 Different Tears》裡，但並非第三次成員替換時的所錄版本，而是第二次換成員時的版本。

## 排行榜
| 榜單（2008年）     | 峰值 |
| ------------------ | ---- |
| 韓國專輯榜（MIAK） | 3    |

## BLACKPINK重新翻唱《So Hot（The Black Label Remix）》
根據韓國媒體OSEN取材結果顯示，YG娛樂旗下女子音樂組合BLACKPINK在2017年12月20日接受OSEN採訪時表示，她們將於12月25日在首爾高尺天空巨蛋由SBS舉辦的年末K-Pop匯演節目《SBS歌謠大戰》上重新詮釋Wonder Girls的單曲《So Hot》。屆時也會在當天晚間9時，通過影音分享網站YouTube和線上音樂分享平臺SoundCloud免費公開翻唱版音源。
在此前，BLACKPINK曾在2017年12月9日釋出將在2018年1月攜新作品回歸韓國樂壇的消息，YG娛樂的工作人員表示《So Hot》便是BLACKPINK在2018年年初發布新曲之前，為歌迷特別準備的聖誕禮物。為此，BLACKPINK也將配合改編曲為大眾呈現新的舞蹈，而以BLACKPINK的風格重新詮釋的Wonder Girls《So Hot》引起的反響，樂評人表示早已開始予以極大的期待和關注。
另外，據相關人士指出，BLACKPINK詮釋新義的《So Hot》翻唱版本由YG娛樂旗下子公司The Black Label的音樂製作人泰迪、24及Danny Chung重新混音編曲，而該經紀公司代表梁鉉錫將改編後的《So Hot》，讓這首歌曲的原創者，同時也是JYP娛樂創辦人的朴軫永試聽《So Hot》的新版本，朴軫永以「不愧是泰迪」給予了讚揚，並同意讓YG娛樂使用該音源。翻唱版本的預告海報則在12月22日於BLACKPINK的官方網站上揭幕。
後續這首翻唱歌曲在2018年陸續在Spotify、KKBOX等音樂串流媒體服務平臺上架。

### 曲目
| 曲序     | 曲目                            | 混音編曲            | 时长 |
| -------- | ------------------------------- | ------------------- | ---- |
| 1.       | So Hot（The Black Label Remix） | 泰迪 24 Danny Chung | 2:20 |
| 总时长： | 总时长：                        | 总时长：            | 2:20 |